# Колорвасеи

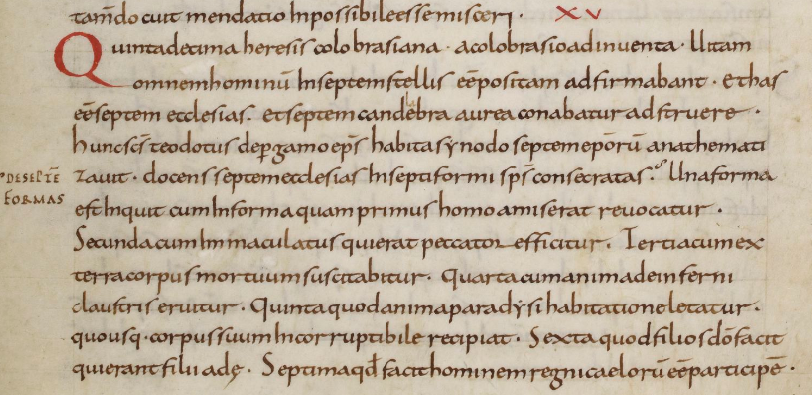
Praedestinatus. Глава XV. Колорвасеи. Рукопись IX века. Национальная библиотека Франции

Колорвасе́и (др.-греч. κολορβασαῖοι; лат. colorbasii; ст.‑слав. колоръвасѣꙗне) — еретики II века, названные по имени одного из основателей их учения — Колорваса.
Колорвасеи описаны Епифанием в Панарионе в числе 80 ересей и Иоанном Дамаскиным в книге О ста ересях вкратце, у обоих авторов это 35-я ересь. Колорвасеи описаны Августином в книге «De Haeresibus ad Quodvultdeum Liber Unus» и безымянным автором трактата «Предестинат» (лат. Praedestinatus); у обоих авторов это 15-я ересь. У Филастрия колорвасеи в его книге «Liber de Haeresibus» — 43-я ересь.
Учение Колорваса это одно из направлений гностицизма. Одно из наиболее ранних описаний учения колорвасеев у Иринея Лионского в 12-й главе первой книги сочинения Обличение и опровержение лжеименного знания. Ириней называет данную ересь учением последователей Птолемея и Колорваса.
Епифаний Кипрский в Панарионе персказывает сказанное Иринеем, но называет эту ересь учением Колорваса от Птолемеева корня. Епифаний сообщает, что Колорвас был в единомыслии с гностиком Марком, а затем создал своё учение.
Колорвасеи взяли у Валентина учение о первой осмерице — восьми эонах. Согласно Валентину осмерица произошла последовательно; в начале была первая двоица: Неизреченное и Молчание; от них произошла вторая двоица: Отец и Истина. Эта четверица произвела: Слово и Жизнь, Человек и Церковь. Неизреченное и Молчание, Отец и Истина, Слово и Жизнь, Человек и Церковь являются первой осмерицей. В отличие от Валентина колорвасеи считали, что первая осмерица произошла не постепенно, но все они вместе и сразу были произведены Первоотцем и его Мыслию.
О происхождении Спасителя среди колорвасеев не было единого мнения. Одни считали, что он произошел от всех, почему и называется Благоволенный (др.-греч. Ευδοκητος), потому что вся Плерома благоволила чрез него прославить Отца. Другие считали, что он произведён одними теми десятью эонами, которые произошли от Слова и Жизни, и сохраняет прародительские имена.
Иные же считали, что он произведён двенадцатью эонами, происшедшими от Человека и Церкви, и поэтому исповедует себя Сыном Человеческим, как ведущий род от Человека.
Третьи же считали, что он произведён в бытие Христом и Святым Духом, которые были произведены для укрепления Плеромы, и посему он называется Христом, сохраняя название Отца, которым произведён.
Четвёртые, что он Первоотец всего, Первоначало и Недомыслимое, называется Человеком, и в этом состоит великое и сокровенное таинство, что наивысшая всего и всё содержащая Сила называется Человеком, и поэтому-то Спаситель называет себя Сыном Человеческим.